# Sven Lundgren (politiker)
Sven Johan Lundgren, född 16 augusti 1888 i Älvkarleby församling, Uppsala län, död 18 maj 1953 i Göteborg (Lundby), var en svensk förbundsordförande och politiker (socialdemokrat).
Lundgren var ledamot av riksdagens andra kammare från 1941.